# Salgadinho (Pernambouc)
Salgadinho est une municipalité brésilienne située dans l'État du Pernambouc.